# کریستینا رودکوفسکا-اوله‌ویچ
کریستینا رودکوفسکا-اوله‌ویچ (لهستانی: Krystyna Rutkowska-Ulewicz؛ زادهٔ ۲۱ مه ۱۹۳۳–۳۱ ژانویه ۲۰۲۱) بازیگر اهل لهستان است.
از فیلم‌ها یا مجموعه‌های تلویزیونی که وی در آن‌ها نقش داشته‌است، می‌توان به خانه، حوزه استحفاظی ۱۳، در خوشی و سختی، ع چون عشق، آغاز بهار، خودِ زندگی، درخت سحرآمیز، در خیابان سپولنی، شمش‌سازان، خانه کشیش، طایفه، پرستار کودک، پیمان ورشو، مزرعه، جاسوسان ورشو، پزشکان، پدر متیو، مجرد، جسم خارجی، اداره ترافیک و عروسی اشاره نمود.